# Friedrich Dorn (Physiker)
Friedrich Dorn war ein deutscher Physikdidaktiker.

## Leben
Dorn war Oberstudiendirektor, tätig bei der Landesanstalt für Naturwissenschaftlichen Unterricht in Stuttgart, später am Institut für Bildungsplanung und Studieninformation, Stuttgart. Von 1953 bis 1973 leitete er die 1920 von Karl Wildermuth (1875–1938) in Stuttgart gegründete Landesanstalt für den Physikunterricht. Er hatte den Professorentitel. Im Januar 1955 nahm er an der ersten Göttinger Tagung zur Reform des physikalischen Unterrichts teil. Zusammen mit Franz Bader und weiteren Autoren verfasste er das in mehreren Auflagen erschienene Standardwerk für Physik an Gymnasien, den sogenannten Dorn Bader. Das Werk erschien erstmals 1957, wobei es unterschiedliche Ausgaben für die Mittel- und die Oberstufe mit Lösungsheften gab.

## Publikationen (Auswahl)
- Zweites Referat. In: Gedanken zur Reform des physikalischen Unterrichts: Erste Göttinger Tagung 6.–8. Januar 1955. Heft 3, Vieweg und Sohn, Braunschweig 1955, S. 105–109, doi:10.1007/978-3-663-02473-6 (Nachdruck, Leseprobe, books.google.de).
- mit Franz Bader: Physik. Schroedel Verlag, Hannover 1957 (Ausgaben für unterschiedliche Klassenstufen).
- Meyer vier, Sie kennen sich doch aus in Physik! (= Franckhs Schülertaschenbücher.) Franckh, Stuttgart 1958.
- Schlaumeyer weiss alles. Für gute Schüler u. solche, d. es werden wollen (= Franckhs Schülertaschenbücher.) Franckh, Stuttgart 1961.
- Deutsches Abiturienten-Lexikon / Physik. Kindler Verlag 1968.